# Taraxacum
Taraxacum is een geslacht van planten uit de composietenfamilie (Asteraceae of Compositae). De planten komen voor in Eurazië en Noord- en Zuid-Amerika. De paardenbloem (Taraxacum officinale) en Taraxacum erythrospermum zijn de soorten met het grootste verspreidingsgebied.
Het geslacht is ongeveer 30 miljoen jaar geleden in Eurazië ontstaan. De soorten worden al sinds de oudheid door mensen gebruikt als voedsel en kruiden. De botanische naam Taraxacum komt uit middeleeuwse Arabische geschriften over geneeskunde.

## Classificatie

### Taxonomie
Taraxacum is taxonomisch gezien een complex geslacht. Sommige botanici verdelen het geslacht in 34 grote soorten en 2000 ondersoorten. Ongeveer 235 apomixische en polyploïde soorten zijn gedocumenteerd in het Verenigd Koninkrijk en Ierland. Andere botanici daarentegen erkennen slechts 60 soorten binnen het geslacht.

### Select aantal soorten
- Taraxacum officinale, de paardenbloem; veruit de algemeenste soort
- Taraxacum texelense, een soort die op de Waddeneilanden en in het voormalig Zuiderzeegebied voorkomt
- Taraxacum kok-saghyz, een Russische soort waaruit rubber gewonnen kan worden[5]
- Taraxacum albidum, een Japanse soort met witte bloemen
- Taraxacum californicum, een Californische soort, die met uitsterven wordt bedreigd
- Taraxacum drenticum, een in 2019 ontdekte soort bij Oudemolen in Drenthe[6]

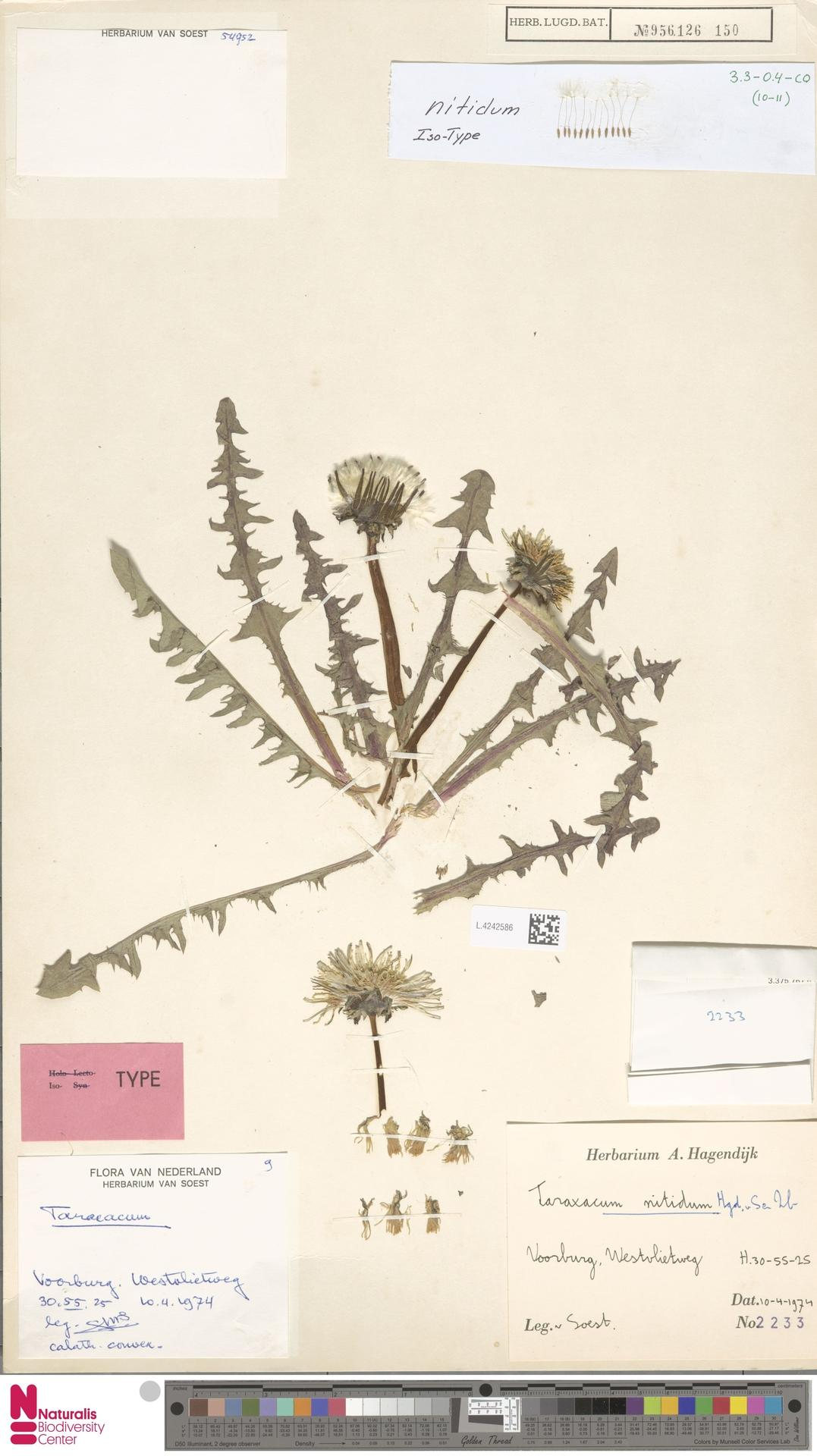
Taraxacum nitidum Hagend., Soest & Zevenb., herbarium isotype exemplaar

- Taraxacum japonicum
- Taraxacum laevigatum
- Taraxacum erythrospermum